# ACME (protocole)
Pour les articles homonymes, voir ACME.

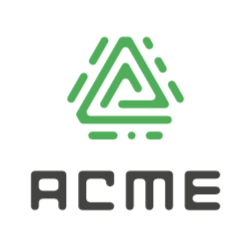
Icône du protocole ACME

Le protocole ACME (de l'anglais Automated Certificate Management Environment, littéralement « environnement de gestion automatisée de certificats ») est un protocole de communication pour l'automatisation des échanges entre les autorités de certification et les propriétaires de certificats TLS, permettant la gestion automatisée et à très bas coût du cycle de vie de ces certificats depuis leur création jusqu'à leur expiration ou révocation en passant par leur vérification,. Il a été conçu par l’Internet Security Research Group (ISRG) pour leur service Let’s Encrypt.
Le protocole se base sur la transmission HTTPS de message JSON. Il a été publié comme standard Internet, par l’IETF.
L'ISRG fournit deux logiciels de référence gratuits et libres mettant en œuvre son protocole : certbot, un gestionnaire de certificats pour serveur web écrit en Python,,, et boulder, une autorité de certification écrite en Go. 